# Bulbophyllum ciliatum
Bulbophyllum ciliatum es una especie de orquídea epifita  originaria de  	 Asia. 

## Descripción
Es una orquídea de pequeño tamaño, con hábitos epifita con una separación de 0,8-3,8 cm entre cada pseudobulbo, distinta, oblicuamente erguida, ovoide, pseudobulbo acanalado que lleva una sola hoja, apical, erecta, elíptica a obovada-mucronada aguda, estrechándose gradualmente abajo en la base cortamente peciolada. Florece en el invierno en una sola inflorescencia basal, de 1,5 a 2 cm  con flores con brácteas florales agudas.

## Distribución y hábitat
Se encuentra en la Isla de Java y Sulawesi en el denso sotobosque de los bosques montanos en elevaciones de 1900 a 2000 metros.   

## Taxonomía
Bulbophyllum ciliatum fue descrita por (Blume) Lindl. y publicado en The Genera and Species of Orchidaceous Plants 48. 1830.
Etimología
Bulbophyllum: nombre genérico que se refiere a la forma de las hojas que es bulbosa.
ciliatum: epíteto latino que significa "con pelos".
Sinonimia
- Diphyes ciliata Blume
- Phyllorchis ciliata (Lindl.) Kuntze
- Phyllorkis ciliata (Blume) Kuntze[4][5]